# Jacques Overgaauw
Jacobus Adrianus Cornelis Antonius (Jacques) Overgaauw (Den Haag, 29 juli 1951) is een Nederlands jurist en voormalig vicepresident van de Hoge Raad der Nederlanden.
Overgaauw, zoon van een Haagse slager in de Schilderswijk. Hij ging van 1957-1962 naar de Rooms Katholieke lagere school Sint Laurentius aan de Abraham van Beyerenstraat en van 1963-1969 naar het Rooms Katholieke Lodewijk Makeblijde College in Rijswijk. Hij studeerde fiscaal recht aan de Universiteit Leiden van 1969 tot 1974, waarna hij adjunct-inspecteur Rijksbelastingen werd bij de Belastingdienst. Twee jaar later kwam hij te werken bij de Directie Personeel en een jaar daarna werd hij teamleider bij de Inspectie Directe Belastingen. Vanaf 1979 vervulde hij verschillende functies bij het directoraat-generaal Internationale Fiscale Zaken van het ministerie van Financiën: hij was onder andere werkzaam bij de Directie Wetgeving en hoofd particulieren en invordering. Vanaf 1991 was hij Directeur Internationale Fiscale Zaken, een functie die hij tot 2000 zou uitoefenen, toen hij werd benoemd tot raadsheer in het Gerechtshof 's-Gravenhage.
Twee jaar later werd Overgaauw waarnemend advocaat-generaal bij de Hoge Raad, gevolgd door benoeming tot voltijds advocaat-generaal. In 2008 werd hij benoemd tot raadsheer in de Hoge Raad, toen Bernard Bavinck en Bert Leemreis raadsheer in buitengewone dienst werden. Vanaf 2009 was Overgaauw bovendien werkzaam als commissaris Nieuwbouw van de Hoge Raad; vanwege zijn bezigheden in die functie werd Robert Jan Koopman eerder dan gepland reeds benoemd tot raadsheer. In 2011 werd Overgaauw benoemd tot vicepresident van de Hoge Raad en voorzitter van de belastingkamer, ter vervanging van de vertrekkende Dick van Vliet. Op 1 januari 2018 werd hij in die functie vervangen door Dineke de Groot. Hij was nog raadsheer in buitengewone dienst tot 1 augustus 2021.
Bij Koninklijk Besluit van 17 oktober 2017 werd Overgaauw benoemd tot Officier in de Orde van Oranje-Nassau. Naast zijn werk als ambtenaar en raadsheer was Overgaauw onder andere (hoofd)redacteur van Fiscale Encyclopedie De Vakstudie (1981-2021), redactievoorzitter van Lexplicatie (2001-2020) en voorzitter van de Vereniging voor Belastingwetenschap (2013-2017). In 2018 was hij voorzitter van de commissie die de onafhankelijkheid van het Wetenschappelijk Onderzoek- en Documentatiecentrum onderzocht.
Sinds 1 juni 2022 is hij lid van de Commissie van Wijzen inzake de kinderopvangtoeslagaffaire. Vanaf 1 september 2022 is hij tevens voorzitter bij die  commissie.
Bestuur van de Hoge Raad:
G. de Groot (president) · M.V. Polak · M.J. Kroeze ·  V. van den Brink · J. de Hullu · R.J. Koopman · M.E. van Hilten (vicepresidenten)

Eerste kamer:
G. de Groot · 
M.V. Polak · 
M.J. Kroeze (vzrs.) · 
A.E.B. ter Heide ·
F.J.P. Lock · 
G.C. Makkink · 
C.E. du Perron · 
F.R. Salomons · 
S.J. Schaafsma · 
C.H. Sieburgh · 
T.H. Tanja-van den Broek · 
K. Teuben · 
H.M. Wattendorff

Tweede kamer:
V. van den Brink · 
M.J. Borgers (vzrs.) · 
Y. Buruma · 
C. Caminada · 
J.C.A.M. Claassens · 
C.N. Dalebout · 
T. Kooijmans · 
M. Kuijer · 
A.E.M. Röttgering ·
A.L.J. van Strien ·
T.B. Trotman

Derde kamer:
M.E. van Hilten · 
J.A.R. van Eijsden (vzrs.) · 
M.T. Boerlage ·
P.A.G.M. Cools ·
E.F. Faase · 
M.W.C. Feteris · 
M.A. Fierstra · 
R.J. Koopman ·
E.N. Punt ·
A.E.H. van der Voort Maarschalk · 
J. Wortel

J.E.M. Polak (i.b.d.) · 
H.G. Sevenster (i.b.d.) · 
C.J. Borman (i.b.d.)

Parket:
F.W. Bleichrodt (procureur-generaal) · 
M.H. Wissink (plv. procureur-generaal) · 

Advocaten-generaal civiel:
B.F. Assink · 
R.H. de Bock · 
B.J. Drijber · 
T. Hartlief · 
F.F. Langemeijer (i.b.d.) · 
S.D. Lindenbergh · 
M.L.C.C. Lückers · 
G.R.B. van Peursem · 
E.B. Rank-Berenschot · 
G. Snijders · 
W.L. Valk · 
P. Vlas · 
E.M. Wesseling-van Gent 

Advocaten-generaal straf:
D.J.C. Aben · 
P.M. Frielink · 
A.E. Harteveld · 
E.J. Hofstee · 
B.F. Keulen · 
D.J.M.W. Paridaens · 
T.N.B.M. Spronken · 
P.C. Vegter (i.b.d.)

Advocaten-generaal belasting:
C.M. Ettema · 
R.L.H. IJzerman · 
R.E.C.M. Niessen · 
P.J. Wattel
- International Standard Name Identifier: 0000 0003 9459 303X
- Nederlandse Thesaurus van Auteursnamen: 090537882
- Virtual International Authority File: 289152111
- WorldCat: E39PBJkxMRCDHwQvtBFJWHJbh3